# Dictynomorpha bedeshai
Dictynomorpha bedeshai là một loài nhện trong họ Dictynidae.
Loài này thuộc chi Dictynomorpha. Dictynomorpha bedeshai được Benoy Krishna Tikader miêu tả năm 1966.